# Абали
Абали (на персийски: آبعلی) е първият ски курорт в Иран, основан през 1953 г. Разположен е в планината Алборз в близост до най-високия му връх Дамаванд.
Абали е люлката на съвременния ски спорт в Иран. Официалната дата на основаването на курорта се свързва с изграждането на първото в страната съоръжение за изкачване на скиорите, но и преди това мястото бе известно на любителите на ски и привличаше ентусиастите на зимните спортове. Курортът разполага с писти, подходящи както за начинаещи скиори, за които има и ски училище, така и за напредналите любители на свободен стил и сноубордисти.
Ски сезонът започва от декември и продължава до края на март. Най-долната точка на пистите е с надморско равнище 2400 m, най-горната е на 2650 m, денивелацията е 250 m. Снежната покривка е с дебелина 1 – 2 m. Подемните съоръжения са 9 на брой: един кабинков лифт и 8 влека.
Курортът разполага с хотел и 6 заведения за хранене.
Разположен е до малко градче Абали на около 70 km североизточно от Техеран. До него се стига по един живописен път Хараз, около който се намират няколко туристически атракции. Извън ски сезона курортът е привлекателен с намиращите се наблизо термални извори. Любителите на активна лятна почивка използват го като база за планински туризъм и алпинизъм.